# Gilles Beys
Gilles Beys (1540-1595) est un imprimeur des Pays-Bas.
Imprimeur-libraire, originaire des environs de Bréda, il fut d'abord garçon de librairie chez Christophe Plantin à Anvers, avant d'être envoyé en 1567 à Paris pour y diriger la succursale plantinienne. Naturalisé français, il est remplacé par Michel Sonnius à la tête de la succursale en 1577 et doit s'établir à son propre compte à l'enseigne du Lys blanc.

## Exemple de livres imprimés
- L'Arithmetique de Nicolas Tartaglia Brescian, Grand Mathematicien, et Prince des Praticiens, par Guillaume Gosselin de Caen. À Paris, Chez Gilles Beys, rue S. Iacques, au Lis blanc. 1578. Avec Privilege du Roy (Cote de la BNF : V. 19197)
- Le Valoys royal, extrait des mémoires de M. Nicolas Bergeron, [...]. - A Paris : chez Gilles Beys, 1583. - 64 f., sig. A-H8 : 8° (BM de Senlis : RP 6532/8°)
- Les Livres de Hierome Cardanus médecin milannois, intitulez de la Subtilité, & subtiles inventions, ensemble les causes occultes, & raisons d'icelles. Traduites du latin en Françoys, par Richard Le BLANC. À Paris, Chez Gilles Beys, 1578.